# Aardbevingen in Maastricht
In de Nederlandse stad Maastricht zijn in de loop der eeuwen circa dertig aardbevingen geregistreerd.

## Geofysica
Het gebied waarin Maastricht ligt wordt naar West-Europese begrippen relatief vaak getroffen door aardbevingen, hoewel aanzienlijk minder dan in gebieden waar tektonische platen tegen elkaar schuren. In Europa is Zuid-Italië zo'n plaatgrens, omdat hier de Afrikaanse Plaat tegen de Euraziatische Plaat botst. De druk die daardoor ontstaat wordt doorgeleid naar Centraal en West-Europa en ontlaadt zich in geofysisch zwakkere gebieden, zoals de Roerdalslenk en het Kempens Blok. In Duitsland is de Keulse Bocht tussen Aken en Keulen een van de gebieden waar de meeste en zwaarste aardbevingen plaatsvinden. In België is dat de streek rondom Luik.

## Geschiedenis
In Maastricht werden aardbevingen waargenomen in: 878, 1007, 1117 (Verona 1117), 1174, 1385, 1393, 1504 (Aken 1504), 1505, 1531/32, 1583, 1640, 1663 (epicentrum Maastricht), 1692 (Verviers 1692), 1694 (epicentrum Maastricht), 1699, 1714, 1755 (Lissabon 1755), 1756 (Düren 1756), 1758, 1759, 1760, 1827, 1828, 1873, 1877, 1918 (epicentrum Maastricht), 1932 (Uden 1932), 1983 (Luik 1983), 1992 (Roermond 1992), 2001 (Kerkrade 2001), 2002 (Alsdorf 2002) en 2011 (Goch 2011). Opvallend is de reeks aardbevingen in de periode 1755-1760, die mogelijk samenhing met de zeer zware aardbeving van Lissabon in 1755, waarbij tienduizenden doden vielen. Na de aardbeving in Düren van 18 februari 1756 werd in de Onze-Lieve-Vrouwekerk op verzoek van de Luikse magistraat een speciale mis opgedragen om het aardbevingsgevaar af te wenden. In de Sint-Servaaskerk werd om diezelfde reden de Sint-Servaassleutel ter verering uitgestald.
Van verreweg de meeste waargenomen aardbevingen lag het epicentrum niet in Maastricht, maar elders in de regio. De sterkte van de bevingen is in de meeste gevallen onbekend, aangezien men in vroeger eeuwen niet over de benodigde meetapparatuur beschikte. In sommige gevallen is door beschrijvingen van kroniekschrijvers bekend welke schade werd aangericht. In de meeste gevallen was de schade aan gebouwen gering. Over gewonden of dodelijke slachtoffers is niets bekend. Van de 20e-eeuwse aardbevingen is de sterkte wel bekend. De beving van 27 mei 1918 om vier uur 's middags had een kracht van 4,4 op de schaal van Richter. Deze had zijn epicentrum in Maastricht en werd tot 340 km in de omgeving gevoeld. Daarmee behoort deze aardbeving tot de tien zwaarste die binnen de huidige grenzen van Nederland gemeten zijn. In de pers werd de beving hooguit in enkele regels beschreven als "een hevige trilling, vermoedelijk een aardbeving".